# Sindhi (Volk)

Sindhi (Gelb) und andere Ethnien in der Region

Die Sindhi (Sindhi: سنڌي (Perso-Arabisch), सिन्धी (Devanagari)) sind eine indoarische ethnolinguistische Gruppe, die am Indus-Delta in der pakistanischen Provinz Sindh und in benachbarten Regionen in Indien lebt. Nach der Teilung Indiens im Jahr 1947 wanderten die meisten Sindhis, die Hindus oder Sikhs waren, nach Indien aus, die muslimischen Sindhi nach Pakistan. Daher sind die meisten Sindhi in Pakistan muslimisch und in Indien Hindus oder Sikhs. In Pakistan leben rund 23 Millionen Sindhi, in Indien etwa 2,7 Millionen. Ihre Sprache, das Sindhi, ist eine der 22 Amtssprachen Indiens.

## Name
Der Name stammt vom Fluss Indus ab, der von den einheimischen Völkern Sindh genannt wird.

## Diaspora
Neben den Sindhis in Indien und Pakistan leben auch in den Golfstaaten, in Nordamerika und Europa einige Sindhi, die wegen der Konflikte oder Armut in der Region ausgewandert sind. Gibraltar ist bekannt für die Diaspora hinduistischer Sindhi.

Flagge der Sindhi-Separatisten

## Sezessionsbestreben
Viele Sindhis in Pakistan fühlen sich gegenüber den Muhajir sprachlich und kulturell benachteiligt und streben nach einem Nationalstaat (Sindhistan). Sindh ist Mitglied der Unrepresented Nations and Peoples Organization.